# Let Poland be Poland
Let Poland be Poland (Da bi Poljska bila Poljska) je televizijski program, ki ga je režiral Marty Pasetty in realizirala United States International Communications Agency v sodelovanju z Ministrstvom za obrambo ZDA. Program je bil predvajan 31. januarja 1982.

## Zgodovina
Oddajo si je ogledalo 185 milijonov gledalcev v 50 državah po vsem svetu. Zvočno različico je Glas Amerike  pripravil v 39 jezikovnih različicah. Program so mdr. prenašali tudi Radio Svobodna Evropa, Radio Liberty in Radio France Internationale.
Let Poland be Poland je poročilo o dogodkih dne 30. januarja 1982. Ta dan je bil razglašen za Mednarodni dan solidarnosti s Poljsko.
Program je vodil Charlton Heston. V njem so mdr. sodelovali: Romuald Spasowski, Zdzisław Rurarz, Adam Makowicz, Czesław Miłosz, Mstisław Rostropowicz, Kirk Douglas, Max von Sydow, James Miechener, Henry Fonda, Glenda Jackson, Benny Andersson, Agnetha Fältskog, Anni-Frid Lyngstad, Paul McCartney, Björn Ulvaeus, Orson Welles, Madeleine Albright. Pesem „Ever Homeward” (v poljslem prevodu „Wolne Serca” – Svobodna srca) je zapel Frank Sinatra (en del je zapel v poljščini).
V okviru programa so bili kontaktirani voditelji držav in politiki, ki so dajali svoje izjave. To so bili, med drugim: predsednik ZDA Ronald Reagan, predsednica vlade Združenega kraljestva Margaret Thatcher, predsednik vlade Portugalske Francisco Pinto Balsemão, kancler Zvezne republike Nemčije Helmut Schmidt, predsednik vlade Islandije Gunnar Thoroddsen, predsednik vlade Belgije Wilfried Martens, predsednik vlade Japonske Zenkō Suzuki, predsednik vlade Italije Arnaldo Forlani, predsednik vlade Norveške Kåre Willoch, predsednik vlade Kanade Pierre Elliott Trudeau, predsednik vlade Turčije Bülent Ulusu, predsednik vlade Luksemburga Pierre Werner, predsednik vlade Španije Adolfo Suárez González, predsednik Francije François Mitterrand, govorec zbora predstavnikov (ZDA) Tip O’Neill, vodja senatske večine (ZDA) Howard Baker, senator, član odbora za zunanje zadeve ameriškega senata Clement Zablocki.
Politiki so se osredotočili na kritiko avtoritarnih poljskih oblasti in oblasti Sovjetske zveze, izražali podporo poljskemu narodu in solidarnost z represioniranimi ter napovedali pomoč, tudi materialno.
Prikazane so bile tudi demonstracije v podporo Poljakom v različnih mestih povsod po svetu, v tem v New Yorku, Londonu, Bruslju, Tokiju, Lizboni, Sydneyu, Washingtonu, Torontu, Chicagu.
Ime oddaje se navezuje na pesem Jana Pietrzaka "Da bi Poljska bila Poljska".
Na Poljskem je bila ta oddaja prvič predvajana na kanalu TVP Historia 13. decembra 2011.